# Борис Зографов
 Тази статия е за българския общественик.  За българския резбар вижте Борис Зографов (резбар).  
Борис Стефанов Зографов е български журналист и общественик, деец на Македонската патриотична организация и първи редактор на вестник „Македонска трибуна“.

## Биография
Борис Зографов е роден на 6 януари 1891 година в Битоля, тогава в Османската империя, в семейството на учителя и революционер Стефан А. Зографов и учителката Фания Зографова, дъщеря на революционера поп Георче Апостолов. Баща му е църковен служител в Пелагонийската епархия, а майка му учителка в Битоля и Прилеп. Завършва българското основно училище в Скопие, след което Битолската българска класическа гимназия (1910). В 1911 година постъпва като студент по сравнителна литература и славянска филология в Историко-филологическия факултет на Софийския университет.
При избухването на Балканската война в 1912 година, още като студент, става доброволец в Македоно-одринското опълчение и служи в щаба на 4-та битолска дружина. Носител е на бронзов медал с корона. По време на Първата световна война е подпоручик в българската армия. Деен член на основаната в 1916 година от Александър Балабанов Студентска дружба „Бяло море“, като за известно време е и неин председател. През 1918 година завършва славянска филология в Софийския университет. В периода 1918 – 1919 година е учител в Луковит, а в 1919 - 1920 година е учител в Първа мъжка гимназия в София. Около 1923 година Борис Зографов е сътрудник художник на вестник „Зора“. От 1921 до 1926 година работи в Дирекцията на печата към Министерството на външните работи като редактор и аташе по френския печат. Пише във всекидневниците „Мир“, „Слово“, „Нови дни“, литературните издания „Развигор“, „Литературен глас“, „Литературен час“, списанията „Завети“, „Читалищен преглед“ и „Отец Паисий“, хумористичните издания „Българан“, „Нашенец“, „Щурец“. Член е на Съюза на българските журналисти, на Полско-българското дружество и на Комисията за борба с порнографската литература.
На 24 (6) юни 1922 година след дълго приятелство се жени за Анастасия Ганчева-Зографова, известна преводачка от полски и английски език.
Борис Зографов е препоръчан от Кръстьо Велянов на ЦК на МПО за главен редактор на вестник „Македонска трибуна“. Дотогава Зографов работи като редактор на „Устрем“ и в издателската къща на Министерство на външните работи на България. Член-учредител е на Македонския научен институт.
Заминава от София в края на декември 1926 година и пристига в Индианаполис на 5 януари 1927 година. Оформя дизайна на изданието и списва уводната статия в първия брой на вестника от 10 февруари 1927 година.  Борис Зографов се противопоставя на намесата на МПО в братоубийствените и фракционистките битки във ВМРО и подава оставка като редактор на Деветия конгрес на МПО в Йънгстаун през 1930 година. През Втората световна война илюстрира детското списание „Блок - Мила“, редактирано от Яна Язова и Никола Балабанов. Работи като редактор и на списание „Седмичен преглед“. 
Директор на Българската телеграфна агенция до 1947 година, когато се пенсионира.
Умира на 23 февруари 1957 година в София.
В Централния държавен архив се пазят негови снимки, спомени и статии – ф. 683К, 3 описа, 383 а.е.

## Книги
- Бяло море: студентска дружба (съвместно с Анастасия Ганчева), (1920)
- Народностния принцип и македонския въпрос: Реферат, четен през 1924 г. пред членовете на Соф. макед. младежки сговор (1924)
- „Социалистическата и буржоазна нация и култура“
- „Черквата и богомолците“
- „Целите на македонската борба“
- „Хуриетски дни – разкази за истински случки“
- „Начало и развой на Дунавския въпрос“ (студия, 1946)
- Българите в Америка (2016)

## Статии
- „Целта на македонската политическа организация в САЩ и Канада“
- „България и Великобритания“
- „Днешна България“
- „100 години българско изкуство“
- „Изкуство и публика“
- „Изложба на П. Урумов“
- „Сега само България“, публикувано във в-к „Вестник на вестниците“, бр. 132, София, 21 април 1941 г.
- „Български училища в Америка. Издържат се изключително от нашата имиграция“, публикувано във в-к „Вестник на вестниците“, бр. 90 и 91, София, 24 май 1937 г.
- „Македонци и българи“

## Писма
- "Драги г. Атанасов (писмо до Константин Попатанасов)" - писмо на Борис Зографов до секретаря на ген. Александър Протогеров и бивш малешевски и радовишки войвода на ВМРО - Константин Попатанасов, в което обсъжда състоянието на борбата на македонските българи и необходимостта от създаването на независима Македония.

## Родословие
|                            |                            |                            |                            |                            |                            |  |  |                     |                     |                     |                     | Яне Найдов                          |                                     |                                     |                                     |                                     |                                     |                     |                     |                               |                               |                               |                               |                               |                               |                              |                              |                              |                              |  |  |                              |                              |                              |                              |                              |                              |
|                            |                            |                            |                            |                            |                            |  |  |                     |                     |                     |                     |                                     |                                     |                                     |                                     |                                     |                                     |                     |                     |                               |                               |                               |                               |                               |                               |                              |                              |                              |                              |  |  |                              |                              |                              |                              |                              |                              |
|                            |                            |                            |                            |                            |                            |  |  |                     |                     |                     |                     | Адамче Найдов (1816 – 1882)         |                                     |                                     |                                     |                                     |                                     |                     |                     |                               |                               |                               |                               |                               |                               |                              |                              |                              |                              |  |  |                              |                              |                              |                              |                              |                              |
|                            |                            |                            |                            |                            |                            |  |  |                     |                     |                     |                     |                                     |                                     |                                     |                                     |                                     |                                     |                     |                     |                               |                               |                               |                               |                               |                               |                              |                              |                              |                              |  |  |                              |                              |                              |                              |                              |                              |
|                            |                            |                            |                            |                            |                            |  |  |                     |                     |                     |                     | Стефан Зографов (1855 – преди 1922) | Стефан Зографов (1855 – преди 1922) | Стефан Зографов (1855 – преди 1922) | Стефан Зографов (1855 – преди 1922) | Стефан Зографов (1855 – преди 1922) | Стефан Зографов (1855 – преди 1922) |                     |                     | Фания Зографова (1861 – 1924) | Фания Зографова (1861 – 1924) | Фания Зографова (1861 – 1924) | Фания Зографова (1861 – 1924) | Фания Зографова (1861 – 1924) | Фания Зографова (1861 – 1924) |                              |                              |                              |                              |  |  |                              |                              |                              |                              |                              |                              |
|                            |                            |                            |                            |                            |                            |  |  |                     |                     |                     |                     | Стефан Зографов (1855 – преди 1922) | Стефан Зографов (1855 – преди 1922) | Стефан Зографов (1855 – преди 1922) | Стефан Зографов (1855 – преди 1922) | Стефан Зографов (1855 – преди 1922) | Стефан Зографов (1855 – преди 1922) |                     |                     | Фания Зографова (1861 – 1924) | Фания Зографова (1861 – 1924) | Фания Зографова (1861 – 1924) | Фания Зографова (1861 – 1924) | Фания Зографова (1861 – 1924) | Фания Зографова (1861 – 1924) |                              |                              |                              |                              |  |  |                              |                              |                              |                              |                              |                              |
|                            |                            |                            |                            |                            |                            |  |  |                     |                     |                     |                     |                                     |                                     |                                     |                                     |                                     |                                     |                     |                     |                               |                               |                               |                               |                               |                               |                              |                              |                              |                              |  |  |                              |                              |                              |                              |                              |                              |
|                            |                            |                            |                            |                            |                            |  |  |                     |                     |                     |                     |                                     |                                     |                                     |                                     |                                     |                                     |                     |                     |                               |                               |                               |                               |                               |                               |                              |                              |                              |                              |  |  |                              |                              |                              |                              |                              |                              |
| Драган Зографов (1884 – ?) | Драган Зографов (1884 – ?) | Драган Зографов (1884 – ?) | Драган Зографов (1884 – ?) | Драган Зографов (1884 – ?) | Драган Зографов (1884 – ?) |  |  | Александър Зографов | Александър Зографов | Александър Зографов | Александър Зографов | Александър Зографов                 | Александър Зографов                 |                                     |                                     | Виктория Поппандова                 | Виктория Поппандова                 | Виктория Поппандова | Виктория Поппандова | Виктория Поппандова           | Виктория Поппандова           |                               |                               | Борис Зографов (1891 – 1957)  | Борис Зографов (1891 – 1957)  | Борис Зографов (1891 – 1957) | Борис Зографов (1891 – 1957) | Борис Зографов (1891 – 1957) | Борис Зографов (1891 – 1957) |  |  | Анастасия Ганчева (1894 – ?) | Анастасия Ганчева (1894 – ?) | Анастасия Ганчева (1894 – ?) | Анастасия Ганчева (1894 – ?) | Анастасия Ганчева (1894 – ?) | Анастасия Ганчева (1894 – ?) |
| Драган Зографов (1884 – ?) | Драган Зографов (1884 – ?) | Драган Зографов (1884 – ?) | Драган Зографов (1884 – ?) | Драган Зографов (1884 – ?) | Драган Зографов (1884 – ?) |  |  | Александър Зографов | Александър Зографов | Александър Зографов | Александър Зографов | Александър Зографов                 | Александър Зографов                 |                                     |                                     | Виктория Поппандова                 | Виктория Поппандова                 | Виктория Поппандова | Виктория Поппандова | Виктория Поппандова           | Виктория Поппандова           |                               |                               | Борис Зографов (1891 – 1957)  | Борис Зографов (1891 – 1957)  | Борис Зографов (1891 – 1957) | Борис Зографов (1891 – 1957) | Борис Зографов (1891 – 1957) | Борис Зографов (1891 – 1957) |  |  | Анастасия Ганчева (1894 – ?) | Анастасия Ганчева (1894 – ?) | Анастасия Ганчева (1894 – ?) | Анастасия Ганчева (1894 – ?) | Анастасия Ганчева (1894 – ?) | Анастасия Ганчева (1894 – ?) |